# Stéphane Guay
Stéphane Guay (Le Mans, 3 d'abril de 1961) va ser un ciclista francès que fou professional entre 1986 i 1991. Va aconseguir algunes victòries d'etapa en curses d'una setmana.

## Palmarès
- 1982
  - 1r a la París-Évreux
- 1985
  - Vencedor d'una etapa del Tour de l'Avenir
- 1986
  - Vencedor d'una etapa de la Volta a Andalusia
- 1987
  - Vencedor d'una etapa del Tour de la CEE

### Resultats a la Volta a Espanya
- 1989. 136è de la classificació general